# Basiliek van de H.H. Wiro, Plechelmus en Otgerus
De Basiliek van de H.H. Wiro, Plechelmus en Otgerus te Sint Odiliënberg in het bisdom Roermond is een parochiekerk, die in 1957 tot basiliek werd verheven. De kerk ligt op een kerkheuvel aan de Roer. De kerk in romaanse stijl is tweemaal vrijwel compleet herbouwd; eerst in 1880-1883, daarna in 1945-1951.

## Geschiedenis
Volgens een overlevering zou omstreeks 700 op een heuvel nabij de Roer een abdij zijn gesticht door drie monniken van de Britse Eilanden: Wiro, Plechelmus en Otgerus. Aan de voet van die heuvel, de Sint-Petrusberg, ontstond later het dorp Sint Odiliënberg. In 858 schonk koning Lotharius II deze mons S. Petri en het klooster aan bisschop Hungerus van Utrecht. Het klooster fungeerde in de tijd van de vikingaanvallen als een vluchtplaats voor de Utrechtse clerus en bleef daarna nog lang een Utrechtse enclave binnen het bisdom Luik. In de tiende eeuw werden de stoffelijke resten van Wiro, Plechelmus en Otgerus door de bisschop van Utrecht 'verheven', wat in de middeleeuwen gelijkstond aan een heiligverklaring. Vanaf die tijd werden de drie heiligen in het bisdom Utrecht vereerd.

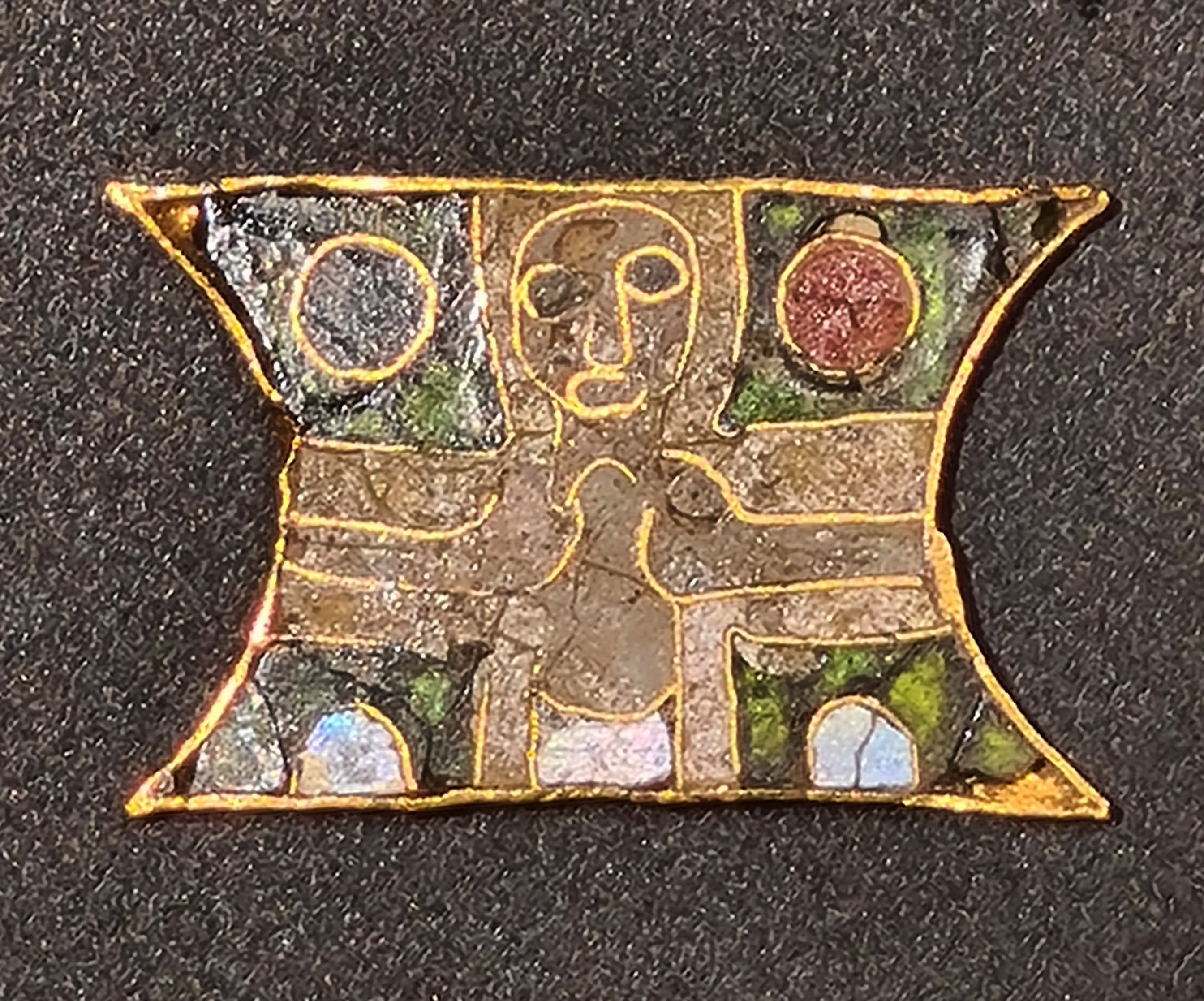
10e-eeuws plaatje van goud en emaille uit Sint Odiliënberg (collectie Centre Céramique, Maastricht)

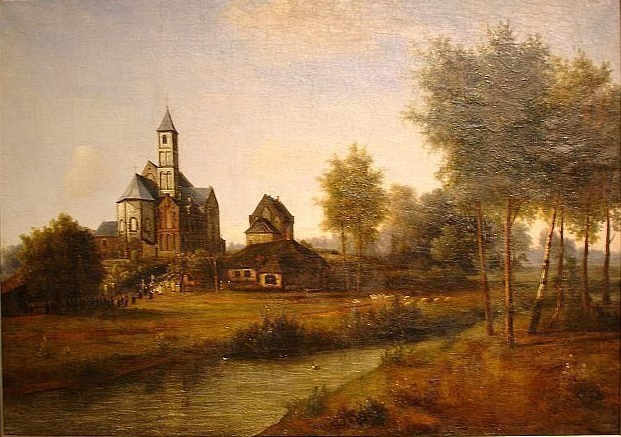
Kerk in Sint Odiliënberg voor de restauratie, J.A. van der Drift, 1858 (Roerstreekmuseum, Sint Odiliënberg)

In een akte uit 1057 bevestigt de bisschop van Luik de schenking van de kerk van "Berg" (Sint Odiliënberg) aan het bisdom Utrecht.  In 1226 stond de bisschop van Utrecht zijn aandeel in het allodium Sint Odiliënberg af aan graaf Gerard III van Gelre. De voogdij behoorde toen al minstens een eeuw toe aan de heren van Heinsberg en dat bleef ook na 1226 het geval.
Mogelijk rond 1100 werd de kloostergemeenschap omgevormd tot een seculier kapittel. Het kapittel, dat in 1356 een proost en zeven kanunniken telde, werd in 1361 overgeplaatst naar de Heilige Geestkapel in Roermond, waar het in 1433 tien kanunniken telde. In 1559 kwam hieruit het kathedraalkapittel van het bisdom Roermond voort, dat twee jaar later werd overgebracht naar de Sint-Christoffelkathedraal. In de kloostergebouwen te Sint Odiliënberg vestigden zich daarna sepulchrijnen. Eind 17e eeuw werd het klooster opgeheven en werd de kloosterkerk een parochiekerk.
Van de eerste kerk zijn bovengronds geen resten bewaard gebleven. De oudste archeologische resten dateren uit omstreeks 800. Wel is bekend dat het een eenbeukig gebouw betrof, met een westwerk en een smaller koor. De kerk was gewijd aan Sint-Petrus. In de elfde en twaalfde eeuw werd deze kerk geheel vervangen. Omstreeks 1360 wordt een altaar in de kapittelkerk vermeld, dat gewijd was aan de heiligen Wiro, Plechelmus en Otgerus.
De kerk is nog maar gedeeltelijk origineel, ze werd door de eeuwen heen meermaals gerestaureerd. Tussen 1679 en 1688 vond herstel plaats door pastoor Willem Basel. Deze restauratie was vermoedelijk niet erg ingrijpend. In 1706 gaf de Roermondse bisschop Angelus d'Ongnies et d'Estrees opdracht om het duizendjarig jubileum van de aankomst van de heiligen Wiro, Plechelmus en Otgerus te vieren. Sommige oude bronnen spreken daarom van 706 als stichtingsdatum van de abdij.

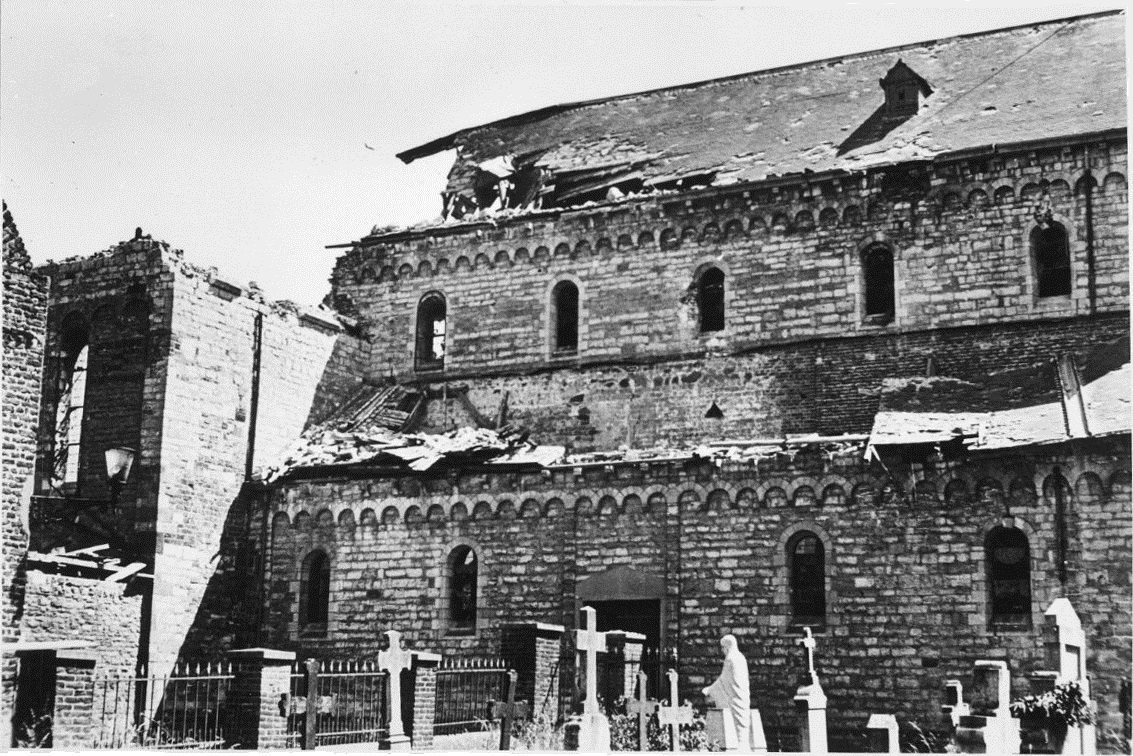
Oorlogsschade (1945)

De meest ingrijpende restauratie, waaraan de kerk haar huidige aanzicht dankt, vond plaats van 1880 tot 1883 onder leiding van architect Johannes Kayser, op instigatie van pastoor Michaël Willemsen. Mede op basis van nog aanwezige bouwfragmenten werden ontbrekende delen gereconstrueerd. De zijbeuken, de zuidelijke transeptarm met toren, de voorgevel en de beide zijkoren aan het transept werden geheel herbouwd. Bovendien werden nog bestaande oude delen vernieuwd. Tijdens de restauratie werd een graf ontdekt, waarvan gedacht werd dat hier Wiro, Plechelmus en Otgerus waren begraven. De gerestaureerde kerk werd in mei 1886 ingewijd door aartsbisschop Snickers van Utrecht.
Nadat Duitse troepen begin 1945 de koortorens hadden opgeblazen, waarbij ook grote delen van koor en transept werden verwoest, resteerde een ruïne. Na de oorlog werd de kerk herbouwd onder leiding van ir. J. Witteveen, maar met een sterk versoberd interieur. Tijdens het herstel van de kerk voerde de Rijksdienst voor het Oudheidkundig Bodemonderzoek archeologisch onderzoek uit. In mei en juni 1949 werd onder het koor een oudere, veelhoekige koorsluiting gevonden. Binnen dit koor werden de resten gevonden van een rode mortelvloer uit de vroege middeleeuwen. In het midden werd een heiligengraf gevonden met dezelfde rode mortel en gevuld met zand. Tussen het zand vond men een klein stukje goudemail met een vrij primitieve Christuskop, dat gedateerd wordt omstreeks de 10e eeuw. Onder het altaar bevindt zich een nog ouder graf. Mogelijk lagen hier de heiligen Wiro, Plechelmus en Otgerus begraven. In 1953 kreeg Joep Nicolas de opdracht enkele glas-in-loodramen voor de kerk te maken. Deze werden in 1954 uitgevoerd. In september 1957 werd de kerk door paus Pius XII tot basiliek verheven.

## Beschrijving

### Exterieur
De kerk is deels opgetrokken in Kunradersteen, deels met Maaskeien en deels met bovencarbonische zandsteen. De kerk bestaat sinds de Cuypers-restauratie uit een driebeukig schip van vijf traveeën en een smaller koor met een driedelige koorsluiting, geflankeerd door twee koortorens en apsidiolen.

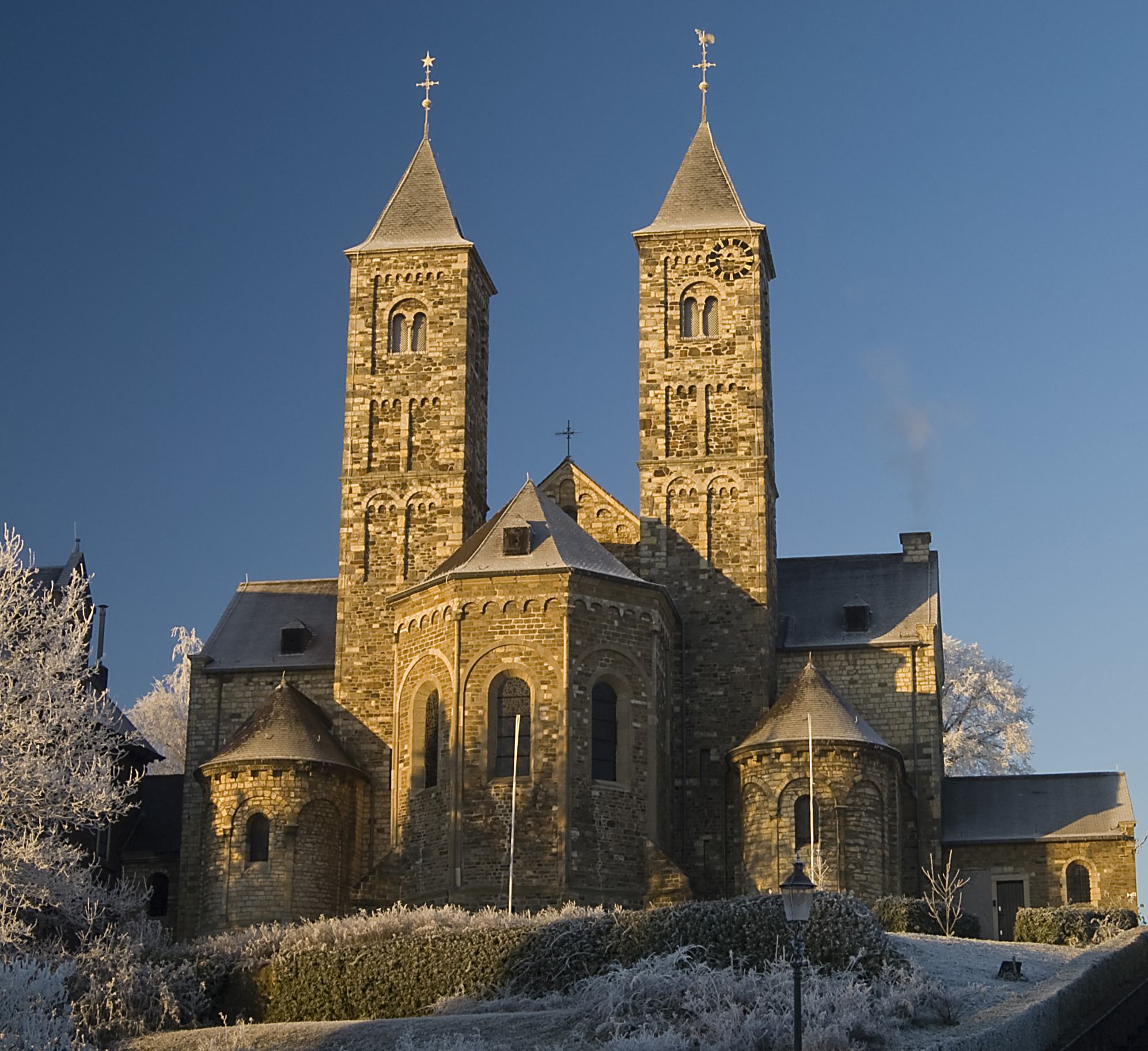
Koorpartij met apsidiolen
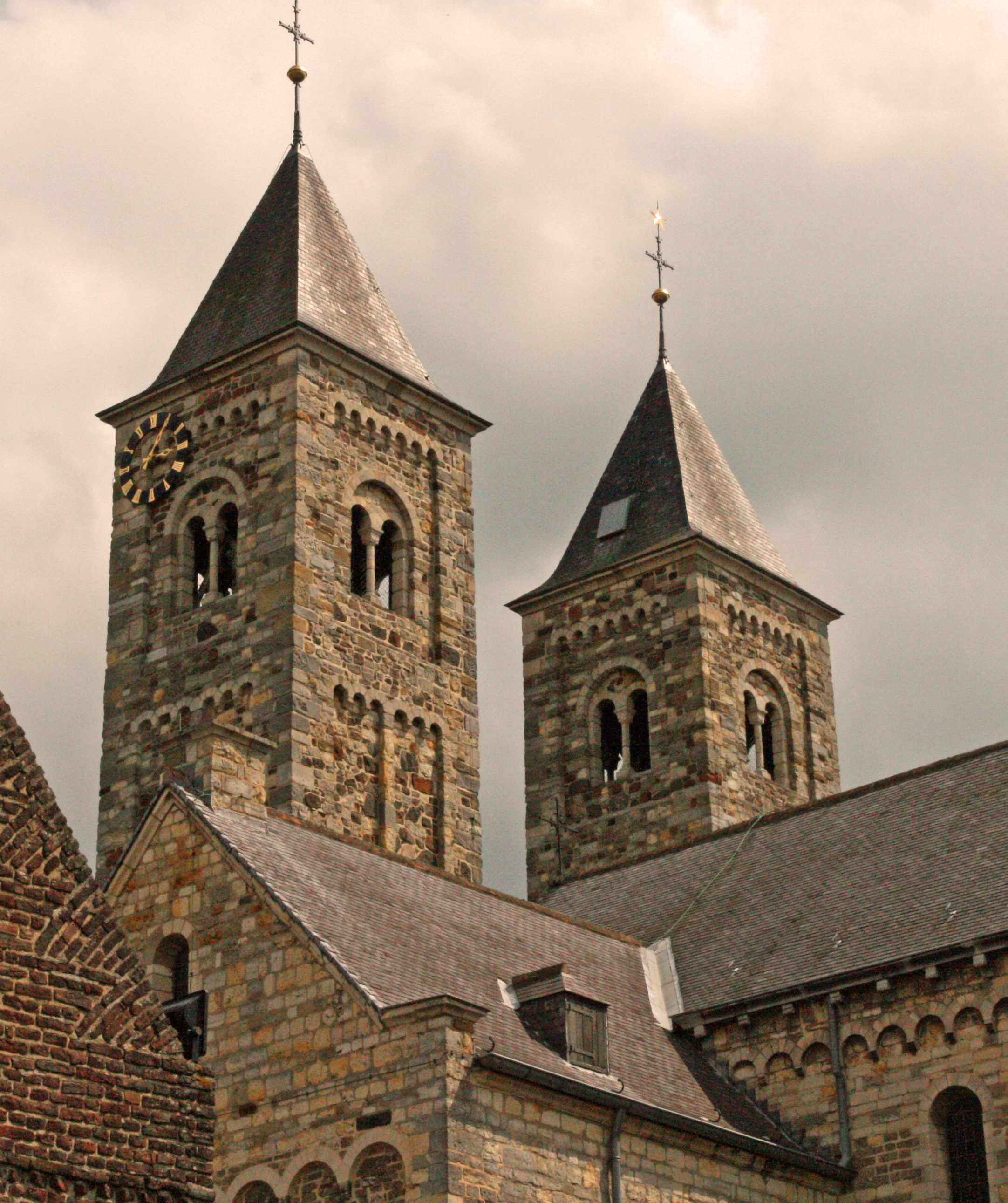
Detail koortorens
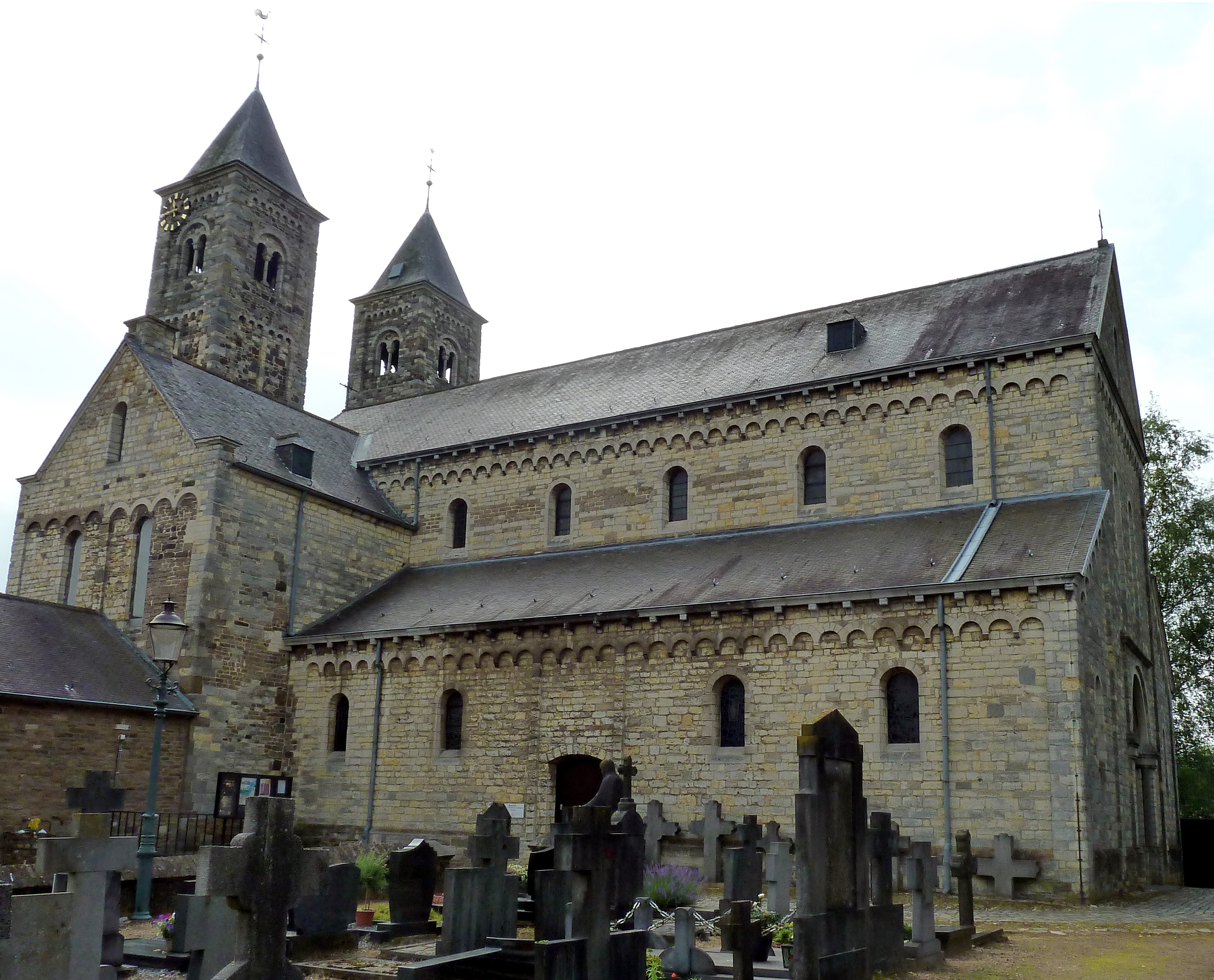
Noordzijde met kerkhof
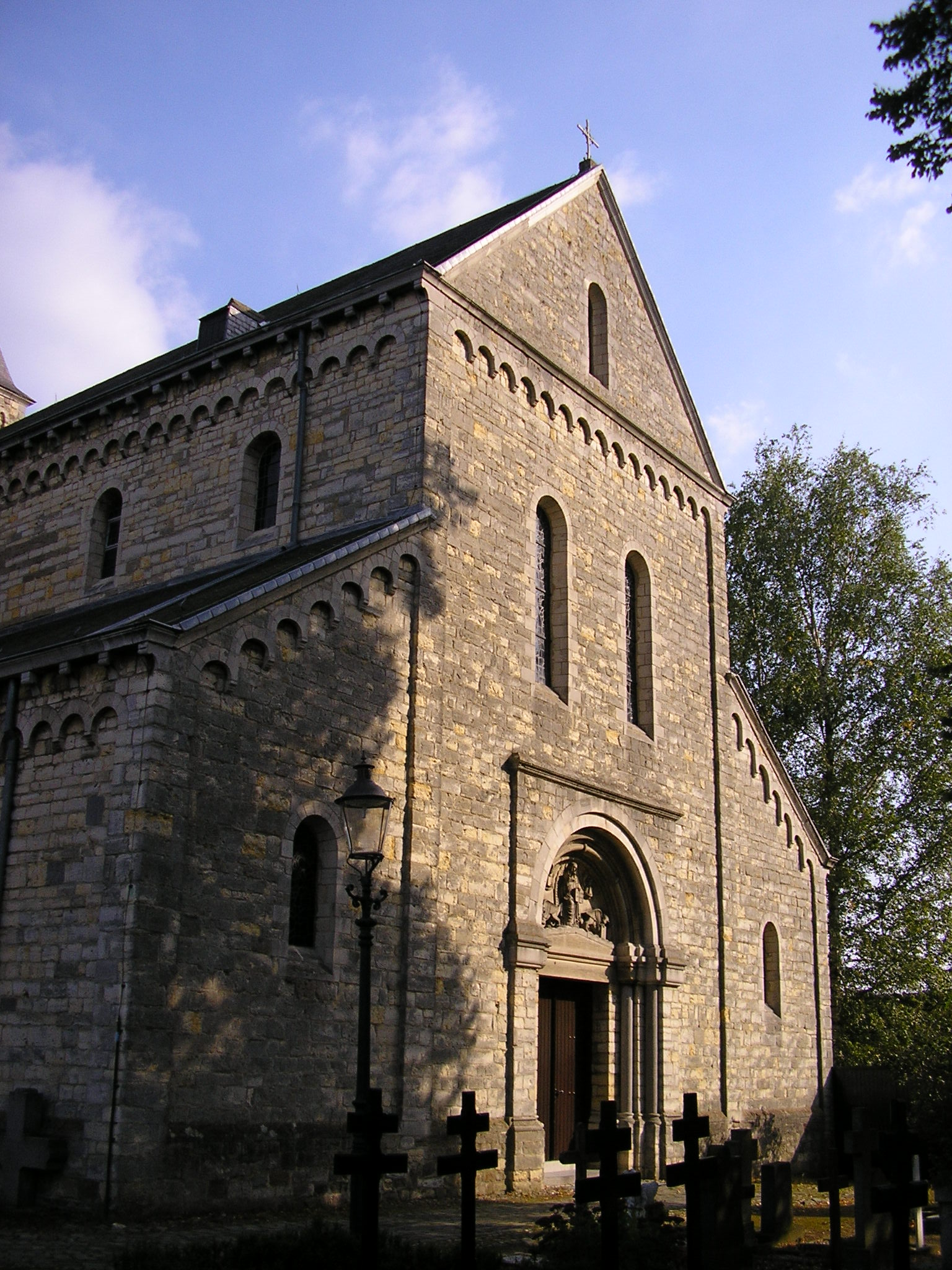
Westgevel

### Interieur
Het interieur van de kerk dateert grotendeels van na 1945, maar geeft het ideaalbeeld weer dat Cuypers in 1880 van de romaanse kerk voor ogen had. Dominant zijn de vierkante pijlers waarop rondbogen steunen. De wanden zijn gestuct, op de pijlers en de binnenkant van de rondbogen na. Het plafond is vlak gedekt en van hout. De kerk bezit een barok pijporgel.

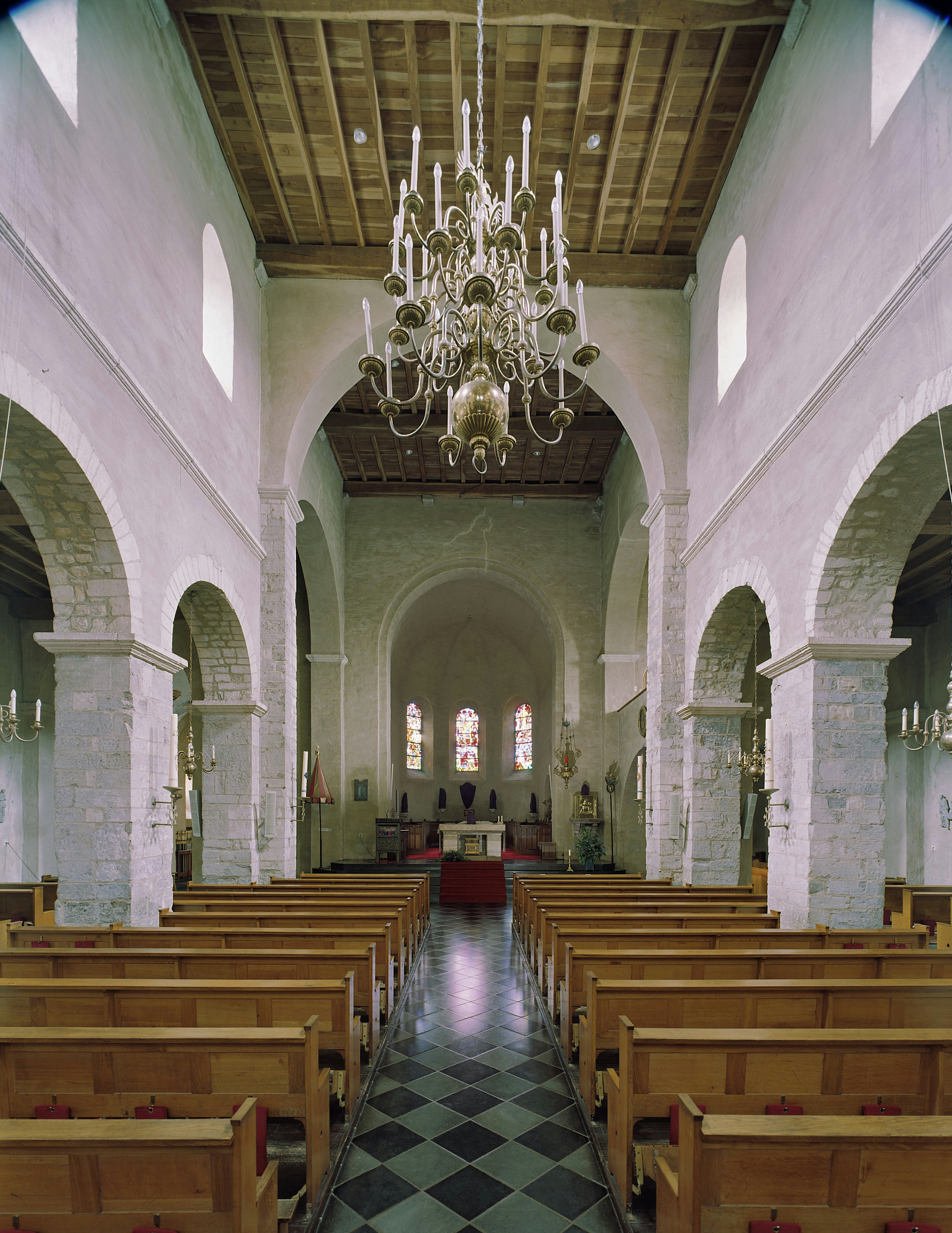
Zicht naar het koor
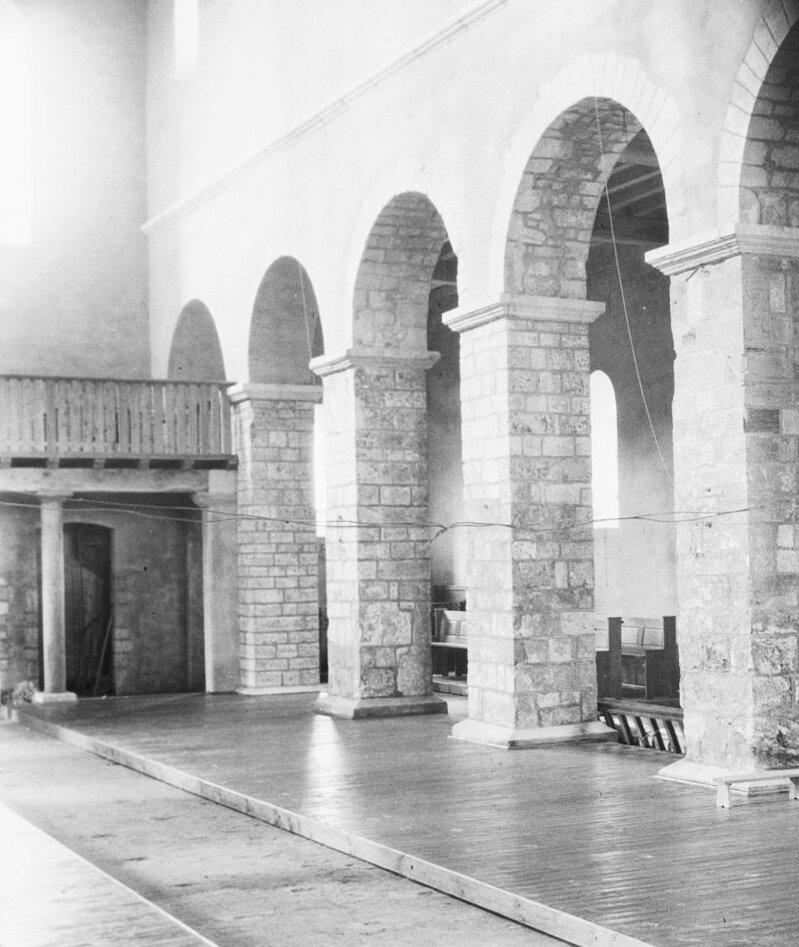
Noordwestelijk deel, 1951
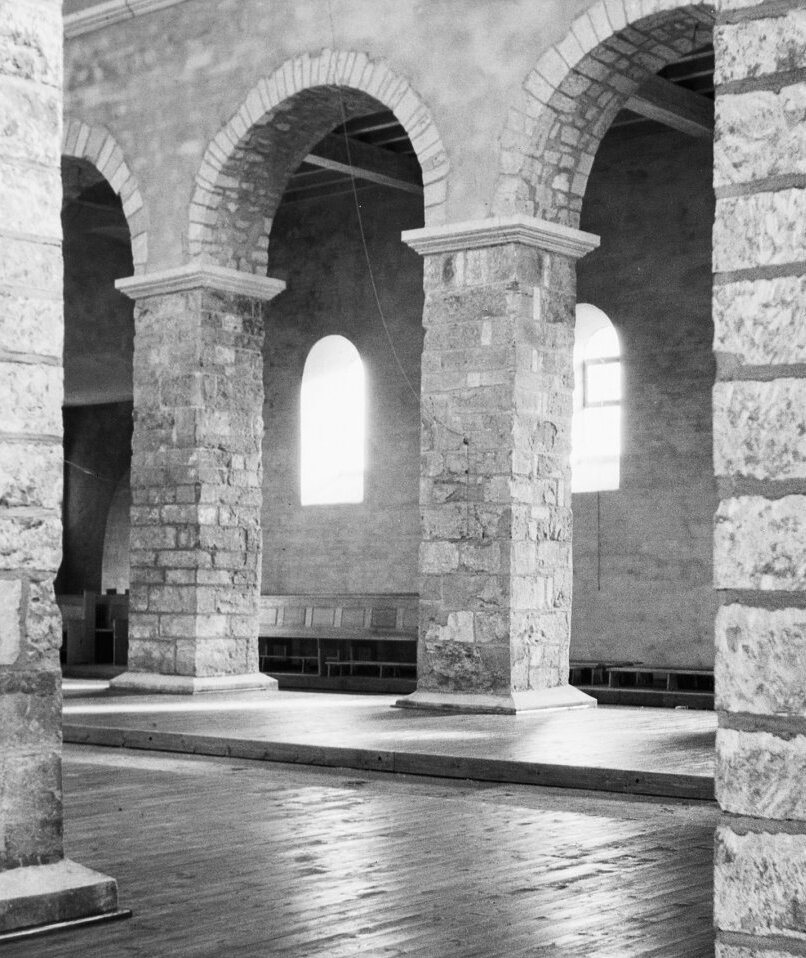
Zicht vanuit zijbeuk, 1951
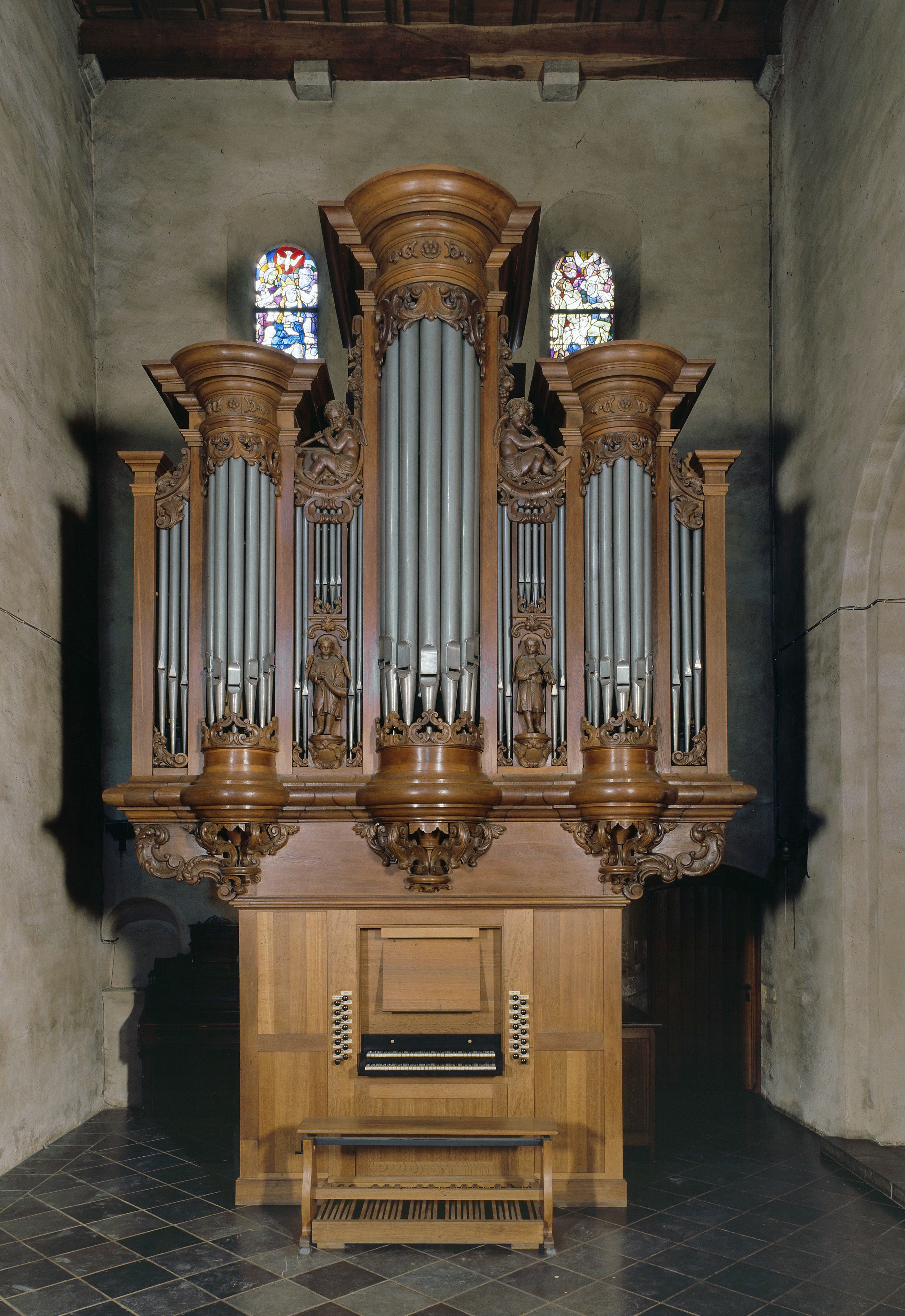
Barok kerkorgel

### Relieken en kunstvoorwerpen ter plaatse en elders
De kerk bezit veel kunstschatten. Het oudste beeld is waarschijnlijk een sedes sapientiae uit de 12e eeuw, tegenwoordig in de Onze-Lieve-Vrouwekapel. Een hardstenen doopvont is waarschijnlijk eveneens romaans. Enkele reliëfs van de patroonheiligen (met aan de achterzijde apostelen) zijn 19e-eeuws.
Mogelijk zijn al in de 10e eeuw relikwieën van de heilige Plechelmus geschonken aan de Sint-Plechelmuskerk in Oldenzaal. Relieken van Sint-Otgerus kwamen in Groningen terecht. Bij de verplaatsing van het kapittel naar Roermond, namen de kanunniken de aan hun toevertrouwde relieken van Wiro, Plechelmus en Otgerus mee. Een deel daarvan keerde in 1686 naar Sint Odiliënberg terug, waar ze nog steeds bewaard worden. Een neogotische reliekhouder met de in Roermond achtergebleven relieken werd in 1958 verkocht aan de Sint-Nicolaaskerk in Heythuysen. Nog aanwezig in de kerk is een neoromaans reliekenkistje van de patroonheiligen Wiro, Plechelmus en Otgerus, geplaatst in een altaarnis van het hoofdaltaar.
Twee romaanse sculpturen uit de oorspronkelijke kerk bevinden zich in de collectie van het Rijksmuseum Amsterdam. De ongeveer 125 cm hoge reliëfs stellen de apostelen Jacobus en Johannes voor en worden door de Nederlandse kunsthistorica Elizabeth den Hartog toegeschreven aan het Heimo-atelier, een 12e-eeuws steenhouwersatelier dat enige tijd in Maastricht was gevestigd. Acht fragmenten van een romaans fries, waarschijnlijk onderdeel van een ambo, vier kapitelen en een zuiltje met een kapiteel worden eveneens toegeschreven aan dit Maastrichtse atelier. Cuypers stuurde ze naar het Rijksmuseum, maar sinds 1954 worden ze bewaard in het depot van het Bonnefantenmuseum in Maastricht. In het Centre Céramique te Maastricht bevindt zich een gouden plaatje met een primitieve voorstelling van Jezus aan het kruis in email cloisonnétechniek, mogelijk uit de 10e eeuw en wellicht ooit onderdeel van een reliekhouder of boekomslag. Het werd kort na 1945 gevonden bij bodemonderzoek.

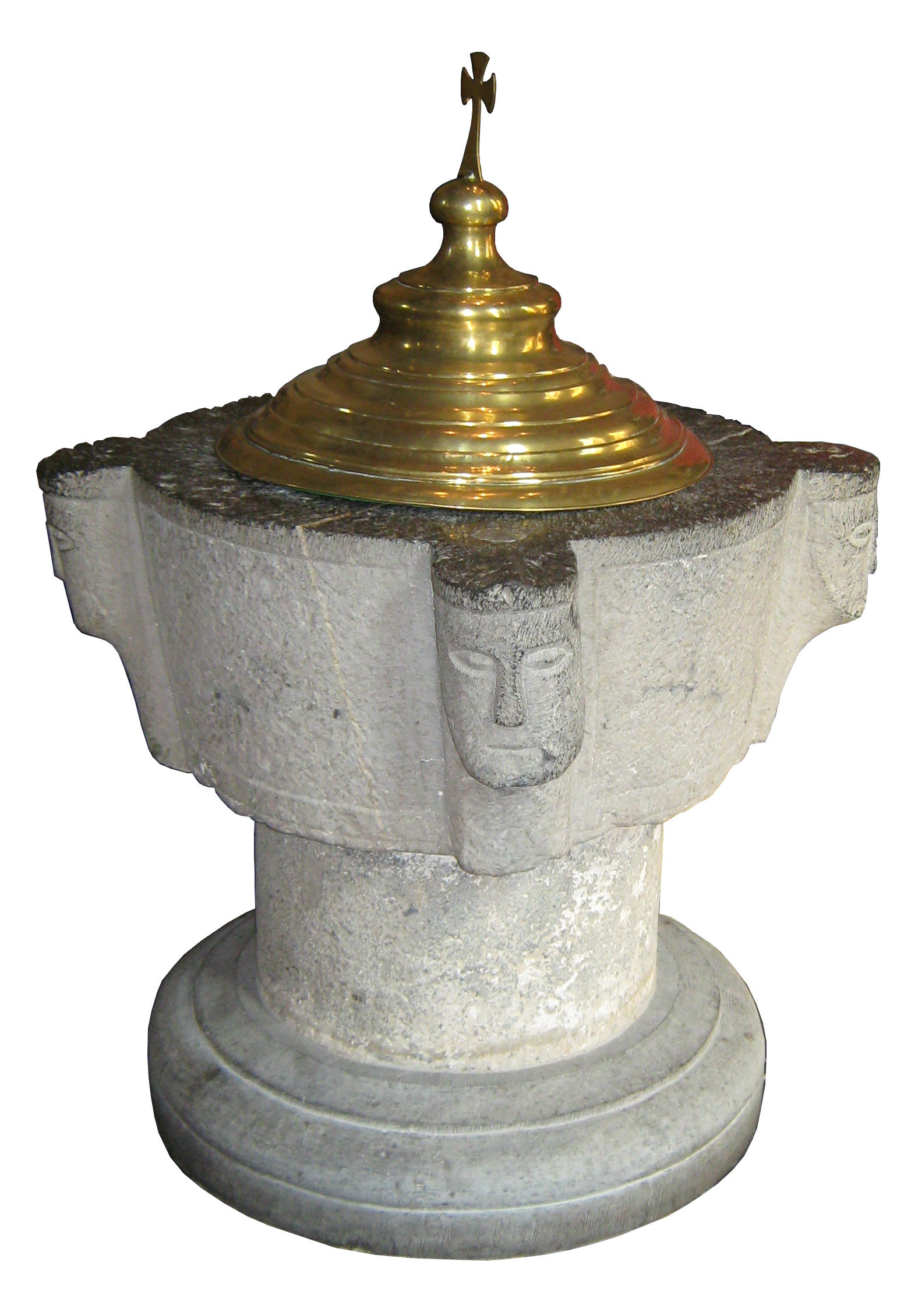
Romaans doopvont in de kerk
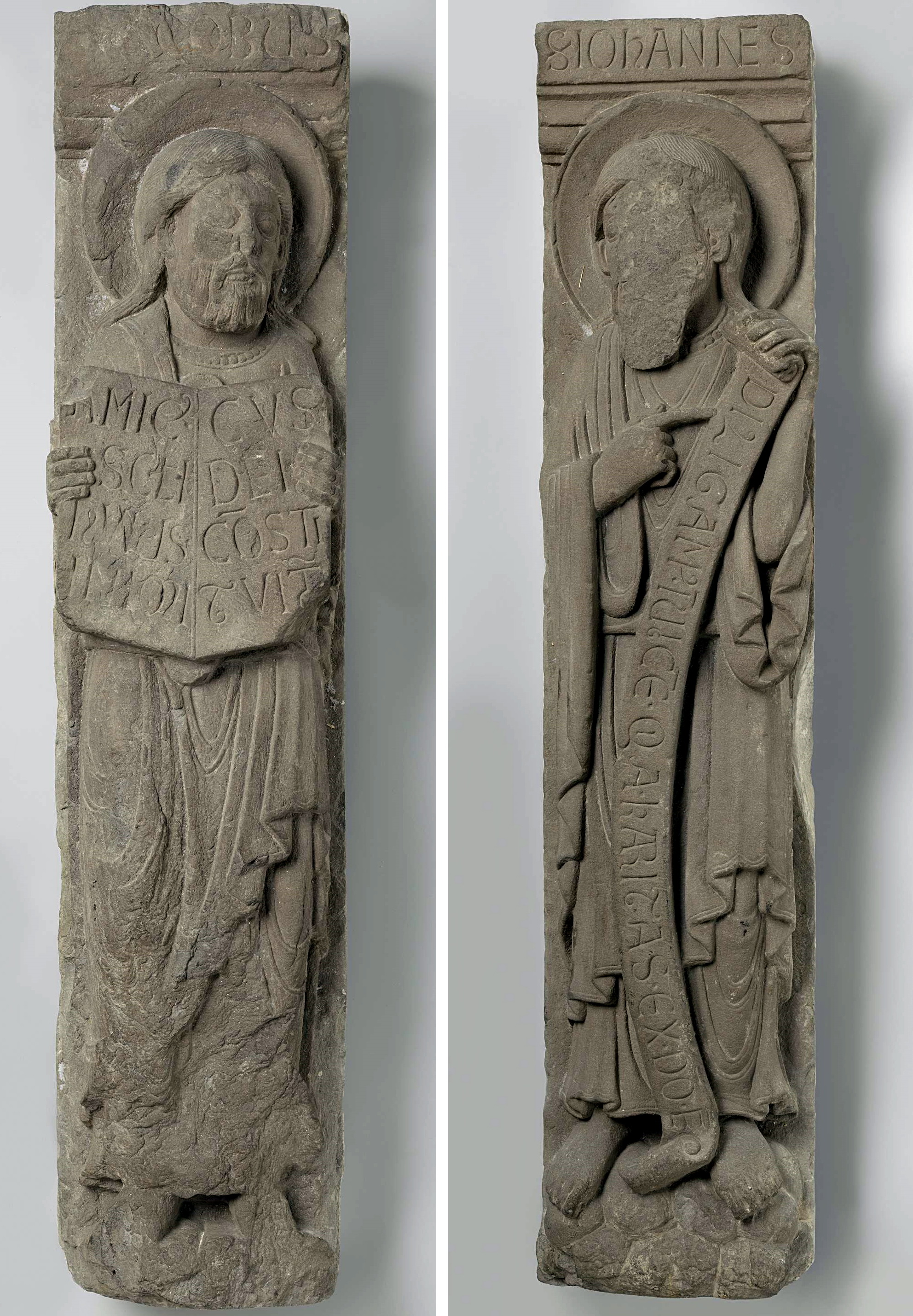
Romaanse reliëfs Jacobus en Johannes (Rijksmuseum)
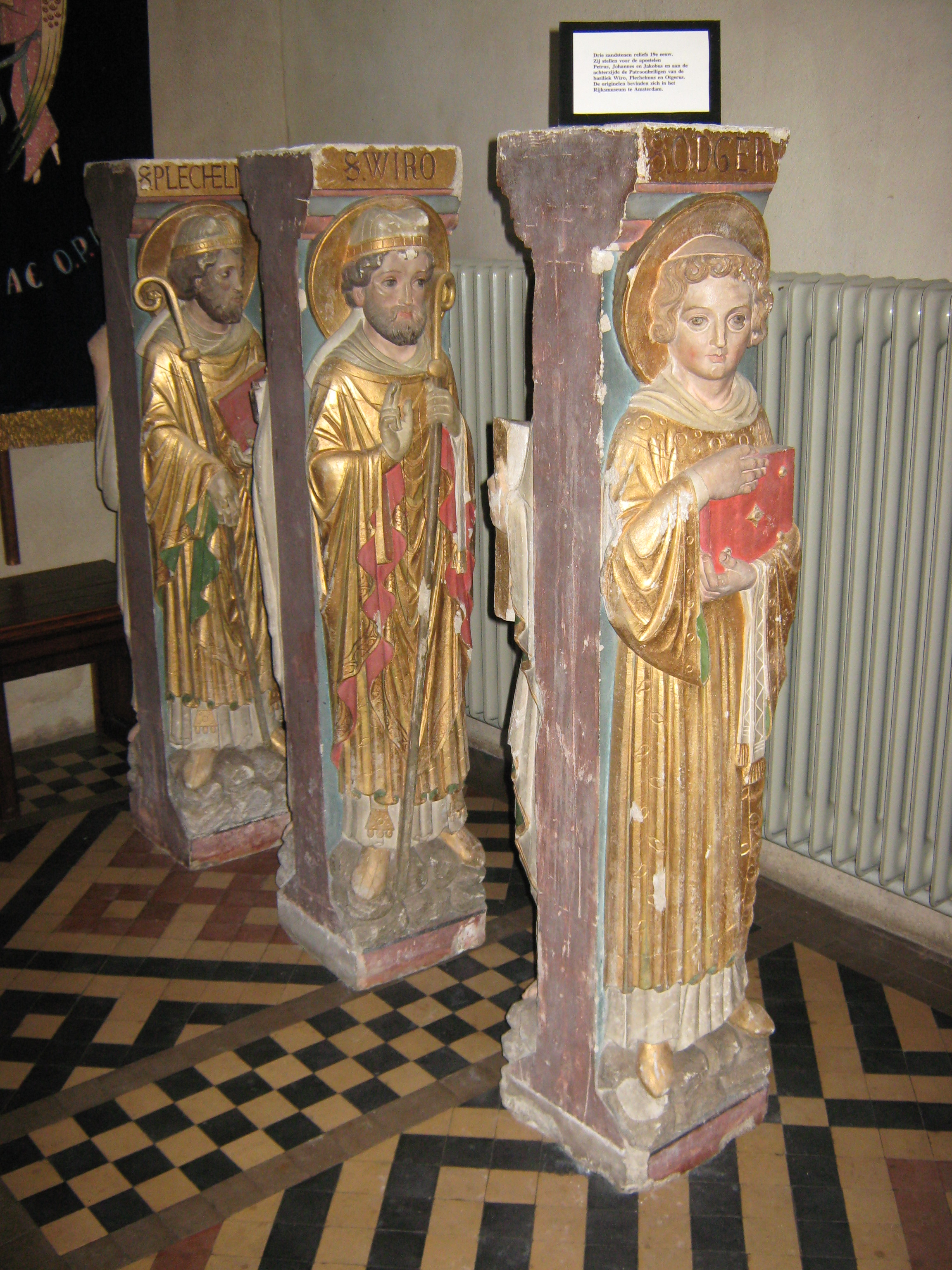
19e-eeuwse reliëfs van Wiro, Plechelmus en Otgerus
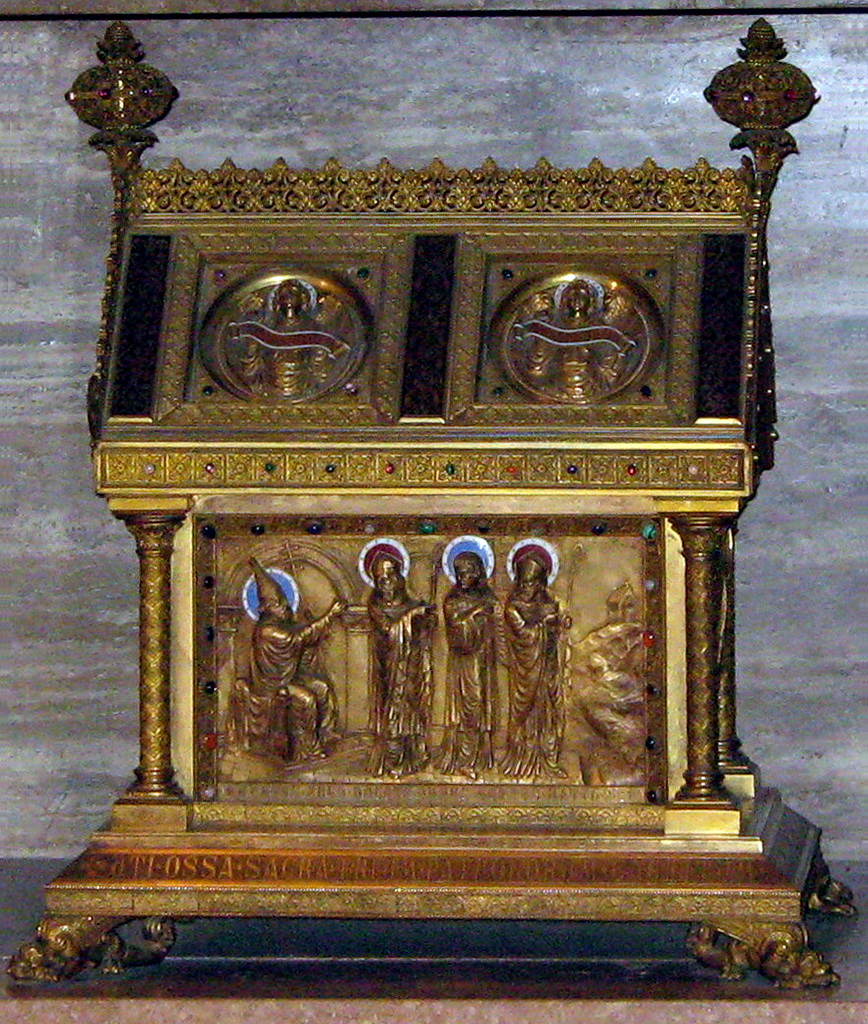
Neoromaans reliekschrijn in altaarnis

### Kapel
Naast de basiliek staat de Onze-Lieve-Vrouwekapel, een eenbeukig gebouw dat in de 11e of 12e eeuw werd gesticht als parochiekerk en als zodanig tot 1680 dienstdeed. Hoewel ook dit gebouw vele wijzigingen heeft ondergaan, wordt het thans van grotere historische waarde geacht dan de basiliek.
Sint-Georgiusbasiliek (Almelo) · Co-kathedrale basiliek van de Heilige Nicolaas (Amsterdam) · Sint-Franciscusbasiliek (Bolsward) · Sint-Petrusbasiliek (Boxmeer) · Sint-Petrusbasiliek (Boxtel) · Sint-Janskathedraal (Den Bosch) · Sint-Calixtusbasiliek (Groenlo) · Kathedrale basiliek Sint Bavo (Haarlem) · Sint-Lambertusbasiliek (Hengelo Ov) · Sint-Willibrordusbasiliek (Hulst) · Sint-Nicolaasbasiliek (IJsselstein) · Sint-Jansbasiliek (Laren NH) · Onze-Lieve-Vrouwebasiliek (Maastricht) · Sint-Servaasbasiliek (Maastricht) · Basiliek van het H. Sacrament (Meerssen) · Sint-Petrusbasiliek (Oirschot) · Sint-Plechelmusbasiliek (Oldenzaal) · Sint-Jansbasiliek (Oosterhout NB) · Basiliek van de H.H. Agatha en Barbara (Oudenbosch) · Basiliek van de Heilige Kruisverheffing (Raalte) · Sint-Liduinabasiliek (Schiedam) · Basiliek van de H.H. Wiro, Plechelmus en Otgerus (Sint Odiliënberg)  · Basiliek van Onze-Lieve-Vrouw van het Heilig Hart (Sittard) · Sint-Amelbergabasiliek (Susteren) · Sint-Pancratiusbasiliek (Tubbergen) · Sint-Martinusbasiliek (Venlo) · Basiliek van Onze-Lieve-Vrouw-ten-Hemelopneming (Zwolle)